# Galli-Valeriův roztok
Galli-Valeriův roztok (latinský lékopisný název je Solutio Galli-Valerio) je čisticí a dezinfekční přípravek pro dezinfekci lékařských nástrojů. Objevil ho Bruno Galli-Valerio, profesor veterinární medicíny, po němž také nese svůj název. Jedná se o toxickou a žíravou čirou nebo načervenalou kapalinu charakteristického formaldehydového a fenolového zápachu.
Roztok má toto složení:
| složka                         | množství  |
| ------------------------------ | --------- |
| fenol                          | 5 g       |
| glycerol (85% vodný roztok)    | 15 g      |
| tetraboritan sodný             | 15 g      |
| formaldehyd (35% vodný roztok) | 25 g      |
| čištěná voda                   | do 1000 g |